# Калиновка (Ракитнянский район)
Калиновка (укр. Калинівка) — село, входит в Ракитнянский район Киевской области Украины.
Население по переписи 2001 года составляло 468 человек. Почтовый индекс — 09639. Телефонный код — 4562. Занимает площадь 8 км². Код КОАТУУ — 3223787003.

## Местный совет
09642, Київська обл., Рокитнянський р-н, с. Шарки, вул. Перемоги, 1